# Haematopota ocellata
Haematopota ocellata är en tvåvingeart som beskrevs av Christian Rudolph Wilhelm Wiedemann 1819. Haematopota ocellata ingår i släktet Haematopota och familjen bromsar. Inga underarter finns listade i Catalogue of Life.